# Werner Schneebeli
Werner Schneebeli-Gilgen (* 19. Februar 1942 in Zürich) ist ein Schweizer Texter, vor allem im Bereich Weihnachtslieder.

## Leben
Seit 1968 textet Schneebeli Weihnachtsgedichte. Der ORF-Musiker Herbert Seiter von Radio Wien komponierte dazu leicht singbare Melodien, vor allem für den Gebrauch in Schulen. Nach dem Tode Seiters im Jahre 1996 nahmen sich Siegfried Lang, der Verfasser des Lexikons österreichischer U-Musik-Komponisten im 20. Jahrhundert, Gerhard Track, Harald Lakits, Christian Schneebeli und Hanspeter Nadler  der Texte Schneebelis an.

## Lieder
Insgesamt schuf Schneebeli 70 Lieder, die alle bei Rubato/Weltmusik Wien verlegt sind. Im Deutschen Musikarchiv sind zehn zwischen 1992 und 2002 erschienene Notenhefte und LPs mit Musikstücken archiviert, zu denen Schneebeli den Text verfasst hatte. Ende 2019 erschien eine neue Notenausgabe für Klavier und Gesang mit dem Titel 18 Weihnachtslieder aus der Feder von Werner Schneebeli.